# Anan, Tokushima
Anan (japanska: 阿南市?, Anan-shi) är en stad i Tokushima prefektur i Japan. Staden fick stadsrättigheter 1958.